# 브라질의 황태자 목록
이 문서는 브라질 제국의 브라질 제위 계승 1순위 황자와 공주들의 목록을 나열한 문서이다.
| 황태자        | 황태자        | 황태자           | 황태자               | 황태자           | 황태자                 | 황태자                             | 황태자     |
| 황태자        | 군주와의 관계 | 황태자 즉위      | 황태자 즉위          | 황태자 퇴위      | 황태자 퇴위            | 황태자 후계자                      | 군주       |
| 황태자        | 군주와의 관계 | 날짜             | 이유                 | 날짜             | 이유                   | 황태자 후계자                      | 군주       |
| ------------- | ------------- | ---------------- | -------------------- | ---------------- | ---------------------- | ---------------------------------- | ---------- |
| 마리아 공주   | 장녀          | 1822년 10월 12일 | 아버지가 황제로 즉위 | 1825년 12월 2일  | 페드루 황자가 태어남   | 아우구스테 황자, 1822–1825, 아들   | 페드루 1세 |
| 페드루 황자   | 장남          | 1825년 12월 2일  | 태어남               | 1831년 4월 7일   | 아버지의 양위로 즉위   | 마리아 공주, 1825-1831, 누나       | 페드루 1세 |
| 마리아 공주   | 누나          | 1831년 4월 7일   | 동생이 황제로 즉위   | 1835년 10월 30일 | 장나리아 공주에게 양위 | 아우구스테 황자, 1831–1835, 아들   | 페드루 2세 |
| 마리아 공주   | 누나          | 1831년 4월 7일   | 동생이 황제로 즉위   | 1835년 10월 30일 | 장나리아 공주에게 양위 | 장나리아 공주, 1835, 여동생        | 페드루 2세 |
| 장나리아 공주 | 여동생        | 1835년 10월 30일 | 황태녀가 양위        | 1845년 2월 23일  | 아폰수 황자가 태어남   | 프란시스카 공주, 1835-1845, 여동생 | 페드루 2세 |
| 장나리아 공주 | 여동생        | 1835년 10월 30일 | 황태녀가 양위        | 1845년 2월 23일  | 아폰수 황자가 태어남   | 루히 황자, 1845, 아들              | 페드루 2세 |
| 아폰수 황자   | 장남          | 1845년 2월 23일  | 태어남               | 1847년 6월 11일  | 사망함                 | 장나리아 공주, 1845–1846, 고모     | 페드루 2세 |
| 아폰수 황자   | 장남          | 1845년 2월 23일  | 태어남               | 1847년 6월 11일  | 사망함                 | 이사벨 공주, 1846-1847, 여동생     | 페드루 2세 |
| 이사벨 공주   | 장녀          | 1847년 6월 11일  | 오빠가 사망함        | 1848년 7월 19일  | 페드루 황자가 태어남   | 장나리아 공주, 1847, 고모          | 페드루 2세 |
| 이사벨 공주   | 장녀          | 1847년 6월 11일  | 오빠가 사망함        | 1848년 7월 19일  | 페드루 황자가 태어남   | 레오폴디나 공주, 1847-1848, 여동생 | 페드루 2세 |
| 페드루 황자   | 차남          | 1848년 7월 19일  | 태어남               | 1850년 1월 9일   | 사망함                 | 이사벨 공주, 1831–1835, 누나       | 페드루 2세 |
| 이사벨 공주   | 장녀          | 1850년 1월 9일   | 동생이 사망함        | 1889년 11월 15일 | 브라질 제국 붕괴       | 레오폴디나 공주, 1850–1878, 여동생 | 페드루 2세 |
| 이사벨 공주   | 장녀          | 1850년 1월 9일   | 동생이 사망함        | 1889년 11월 15일 | 브라질 제국 붕괴       | 루이스 황자, 1878-1889, 아들       | 페드루 2세 |

## 같이 보기
- 브라질의 제위 계승 순위